# 川原田新一
川原田 新一（かわはらだ しんいち、1965年6月14日 - ）は、日本の俳優、歌手。大阪府出身。

## プロフィール
1977年、俳優デビュー。
ドラマ『3年B組金八先生』（パートI、TBS系）の22話への出演後、『ただいま放課後』（パートI、フジテレビ系）、『ピーマン白書』（TBS系）、『2年B組仙八先生』（TBS系）、『メチャン子・ミッキー』（TBS系）にレギュラー出演。俳優としては主に学園ドラマの生徒役が多かった。
1982年にアニメの主題歌でソロで歌手デビュー。アイドルグループ「KIDS」としても数枚リリースし、演歌歌手としても活動していた。2019年8月、24年振りに音楽活動を再開。

## 主な出演

### テレビドラマ
- がんばれ!レッドビッキーズ（ANB）（1978年1月6日-12月29日）
- スパイダーマン 24話「ゴキブリ少年大戦争」（12CH）（1978年5月17日-1979年3月14日）雷太の同級生　役
- 3年B組金八先生 パートI 22話（TBS）（1979年10月26日-1980年3月28日）二年生 役
- ただいま放課後 パートI（CX）（1980年5月26日-9月22日）
- ピーマン白書（TBS）（1980年10月4日-11月22日）
- 家族天気図 パートI（NHK）（1980年12月22日-27日）
- ただいま放課後 パートIII（CX）（1981年1月5日-3月23日）
- 家族天気図 パートⅡ（NHK）（1981年3月23日-28日）
- 2年B組仙八先生（TBS）（1981年4月17日-1982年3月26日）西野公一 役
- 俺はご先祖さま（NTV）（1981年12月6日-1982年3月14日）
- メチャン子・ミッキー（TBS）（1982年4月14日-9月15日）梅本透（沈没トリオ）役
- 積木くずし 〜親と子の200日戦争〜（TBS）（1983年2月15日-3月29日）浩二 役
- 事件記者チャボ！（NTV）（1983年11月5日-1984年5月5日）アキラ 役
- 特捜最前線 第386回「OL・疑惑の失踪事件!」（ANB）（1984年10月17日）
- 二度目のさよなら（NTV）（1985年1月15日）
- 翼をください（NHK）（1988年1月3日）

### 歌番組
- レッツゴーヤング 「俺たちの旗（サードシングル）」 （KIDSとして出演） （NHK総合、1985年11月17日）

## 作品

### シングル
|     | 発売日        | タイトル                 | 規格品番   | 収録曲                                        | 備考 |
| --- | ------------- | ------------------------ | ---------- | --------------------------------------------- | --- |
| 1st | 1982年        | Birthday City            | K07S-360   | 1.Birthday City 2.愛のストーリィ              | プレデビュー曲。 劇場版「六神合体ゴッドマーズ」主題歌 Birthday CityがOP/愛のストーリィがEDテーマ曲 作詞 - 三浦徳子/作曲 - 小田裕一郎/編曲 - 若草恵 |
| 2nd | 1982年        | Loveチェイスは危険な街で | K07S-377   | 1.Loveチェイスは危険な街で 2.無情             | 正式デビュー曲。 作詞 - 渋谷蒼吉/作曲 - 水谷公生/編曲 - 松井忠重                                                                                   |
| 3rd | 1983年        | どしゃ降りオンザロード   | K07S-416   | 1.どしゃ降りオン・ザ・ロード 2.ブルー・レイン | 作詞 - 森雪之丞/作曲 - 水谷公生/編曲 - 松井忠重 |
| 4th | 1989年7月21日 | 紋別の白い花             | 091M-10055 | 1.紋別の白い花 2.君の分まで                   | 演歌デビュー曲。 作詞 - 田代雄三/作曲 - 但馬久三                                                                                                   |
|     | 2019年8月     | tsubuyaki                | 自主制作   | 1.tsubuyaki                                   | 作詞 - 薪谷正雪/作曲 - 佐倉秀明 |
|     | 2020年12月    | ホウヨウ                 | 自主制作   | 1.ホウヨウ                                    | 作詞 - 薪谷正雪/作曲 - 平本淳也・Kei Takahata |
|     | 2022年6月20日 | しじま                   | 自主制作   | 1.しじま                                      | 作詞 - 薪谷正雪/作曲 - 佐倉秀明 |

KIDS名義
| 1st | 1984年7月5日  | 青い渡り鳥 | K07S-567   | 1.青い渡り鳥 2.雑草譜                         | 2人組時代。 作詞 - 星野哲郎/作曲 - 三木たかし/編曲 - 桜庭伸幸                                 |
| 2nd | 1985年6月5日  | 青い渡り鳥 | K07S-10006 | 1.青い渡り鳥 2.蒼眠                           | 5人組時代。 作詞 - 星野哲郎/作曲 - 三木たかし/編曲 - 入江純                                   |
| 3rd | 1985年9月21日 | 俺たちの旗 | K07S-10055 | 1.俺たちの旗 2.ブルー・レイン（セルフカバー） | 作詞 - 星野哲郎/作曲 - 三木たかし/編曲 - 入江純 作詞 - 売野雅勇/作曲 - 芹澤廣明/編曲 - 佐藤健 |